# Divizia 2 Cavalerie (1918-1920)
Divizia 2 Cavalerie a fost o mare unitate de artilerie, de nivel tactic, din Armata României, care a participat la acțiunile militare postbelice, din perioada 1918-1920, fiind formată din Brigada 2 Roșiori și Divizon II Art. Călăreață:p. 333

## Compunerea de luptă
În perioada campaniei din 1919, divizia a avut următoarea compunere de luptă::p. 333
- Divizia 2 Cavalerie

- [[Comp. 2 cicliști (1918-1920)- căpitan Serghievici C.

- Brigada 2 Roșiori: locotenent colonel Davidoglu Cleante
- Regimentul  4 Roșiori - colonel Moruzi Gh.

- Regimentul 9 Roșiori (1918-1920)- colonel ” Resel Carol”

- Brigada 3 Roșiori - colonel Neagu C.
- Divizionul 2  Art. Călăreață- locotenent- colonel  Paltineanu Ath.

## Participarea la operații

### Campania anului 1919
Trupele militare din
În cadrul acțiunilor militare postbelice,  Divizia 2 Cavalerie a participat la acțiunile militare în dispozitivul de luptă al Diviziei 16, participând la Operația ofensivă la vest de Tisa. :p. 333

## Comandanți
- General Constantinidi A.